# 1920 في كولومبيا
فيما يلي قوائم الأحداث التي وقعت خلال عام 1920 في كولومبيا.

## سياسة

### انتهاء فترة المنصب
- 12 أبريل – بيدرو نيل أوسبينا إدارة أنتيوكيا.

## مواليد

### نوفمبر
- 9 نوفمبر – هيكتور رويدا هرنانديز كهنوت كولومبي.

## وفيات

### مايو
- 19 مايو – هونوريو ألاركون (مواليد 1859)